# 芬乃他林
芬乃他林是安非他命的前药，在体内会被酶解形成安非他命和茶碱。芬乃他林有过多个商品名，除了最为知名的Captagon，还有Biocapton和Fitton。欧洲的医生曾将这种药物用于治疗憂郁症、睡眠障碍等疾病，不过它从未在美国获得过上市批准。上世纪80年代起，芬乃他林就被美国和大多数国家列为非法药物。叙利亚被认为是芬乃他林最大的生产国，大约占全球供给的80%。

## 历史
芬乃他林由德国Degussa AG于1961年首次合成，作为安非他明和相关化合物的温和替代品使用了大约25年。尽管芬乙林没有获得FDA批准的适应症，但它被用于治疗注意力缺陷多动障碍，以及不太常见的嗜睡症和抑郁症。芬乃他林的主要优点之一是它不会像同等剂量的安非他明那样使血压升高，因此可用于患有心血管疾病的患者。

## 副作用
极度抑郁，疲劳，缺觉，营养不良。

## 药物机理
芬乃他林被人体代谢形成两种药物，安非他明（口服剂量的24.5%）和茶碱（口服剂量的13.7%），这两种药物都是活性兴奋剂。因此，芬乙碱的生理作用是由这两种化合物的组合产生的。芬乃他林裂解前的药理作用目前尚无定论，但是医学界猜测其直接作用于几种血清素受体。

## 滥用及非法贸易
在中东，Captagon一词用于称呼非法生产的芬乃他林，虽然流通违法，但这种情况很常见。非法的芬乃他林在中东以外不太常见，以至于警方可能无法识别这种药物。芬乃他林的生产和出口已成为叙利亚政府扶持的一大产业，其出口收入占其外汇收入的90%以上。到2022年，叙利亚复兴党政府每年贩卖的芬乃他林价值约为570亿美元，几乎是所有墨西哥毒枭贸易总额的三倍。